# Fortifications de Rhodes
Les fortifications de la ville de Rhodes se présentent sous la forme d'un croissant défensif autour de la ville médiévale. Les remparts forment une enceinte de 4 km de long et épaisse de 5,30 m à 12 m à certains endroits. Ils comprennent des tours défensives, des bastions, des douves, des contrescarpes et des glacis. La partie des fortifications faisant face au port est constituée d'une enceinte crénelée. Chef-d’œuvre d’architecture militaire, les fortifications ont été construites par les Hospitaliers de l'ordre de Saint-Jean de Jérusalem, renforçant celles qui existaient depuis 1309. Elles furent reconstruites après le siège turc de 1480 et après le tremblement de terre de l’année suivante.

## Histoire
Philon de Byzance, auteur du traité "Paraskeuastica" sur les ouvrages défensifs, séjourna à Rhodes au IIIe siècle av. J.C. et exprima son admiration pour ses murailles.
Les fortifications qui forment encore aujourd'hui une ceinture autour de la ville médiévale ont été restaurées sous l'administration italienne de l'île et sont (depuis 2011) étudiées, restaurées et entretenues.
Après leur expulsion de Rhodes, les Hospitaliers s'installèrent sur l'île de Malte en 1530. Ils se sont installés dans la ville de Birgu et les premières fortifications qu'ils ont construites dans la ville étaient de style similaire aux fortifications de Rhodes.

## Galerie

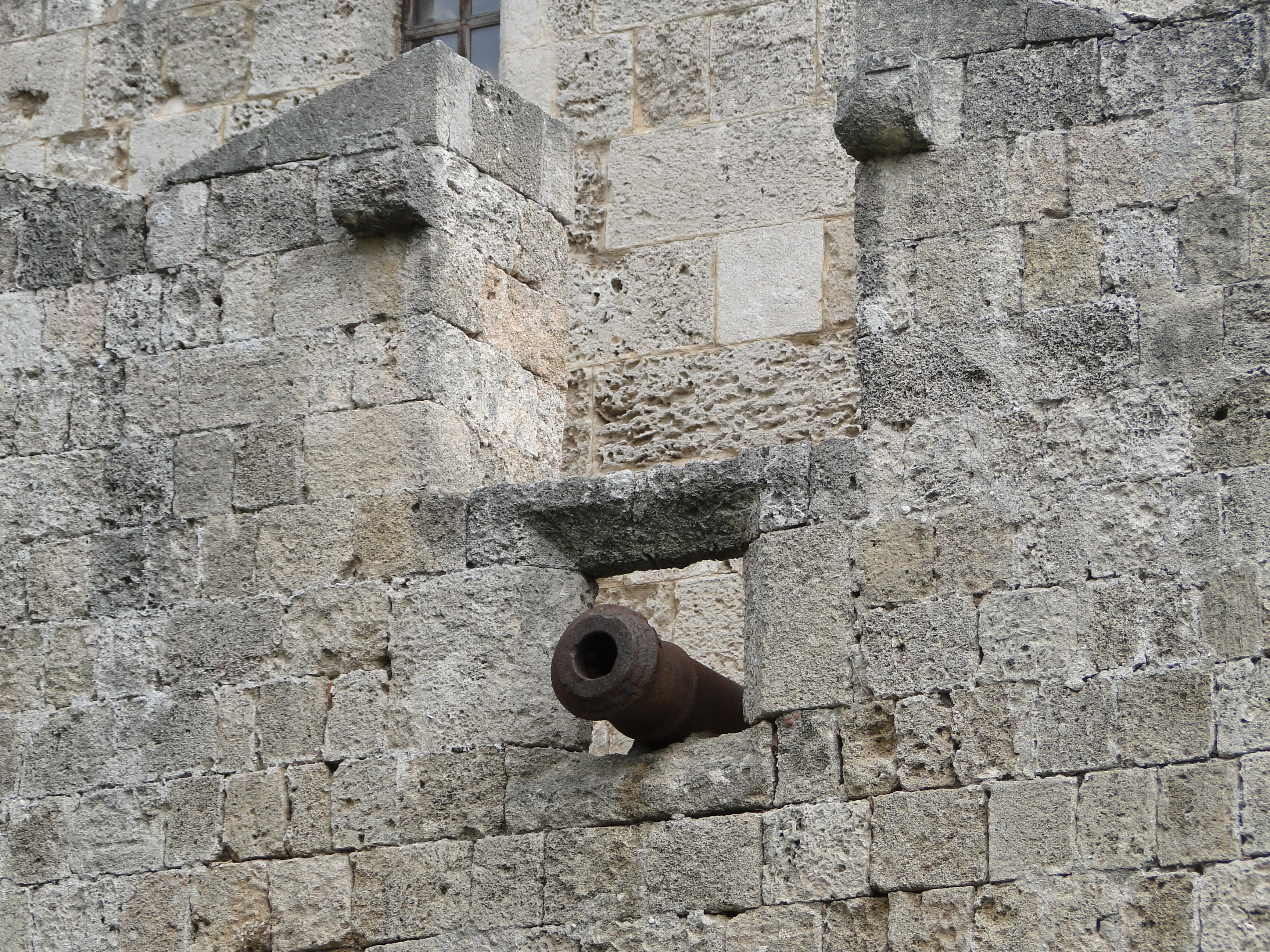
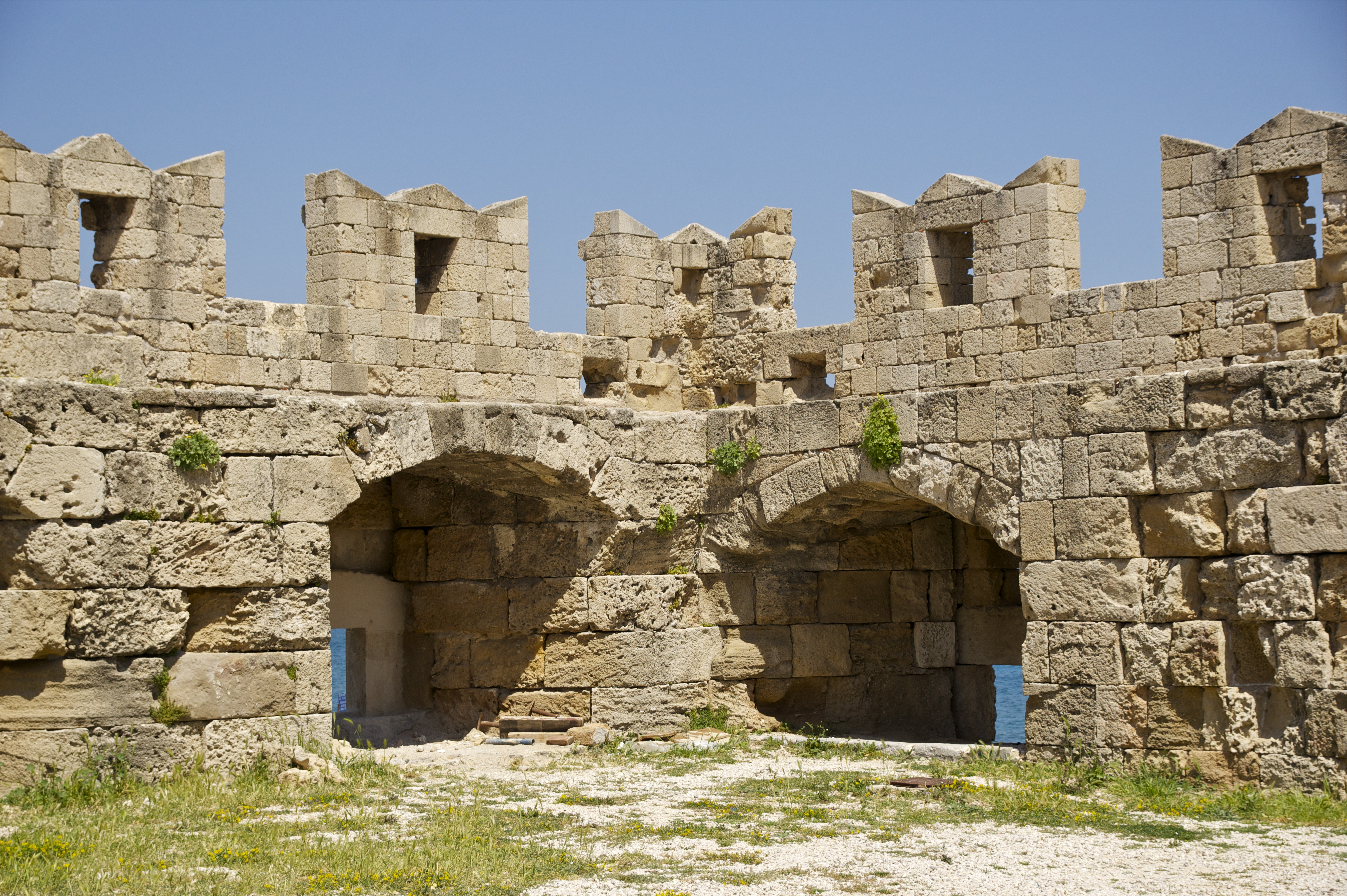
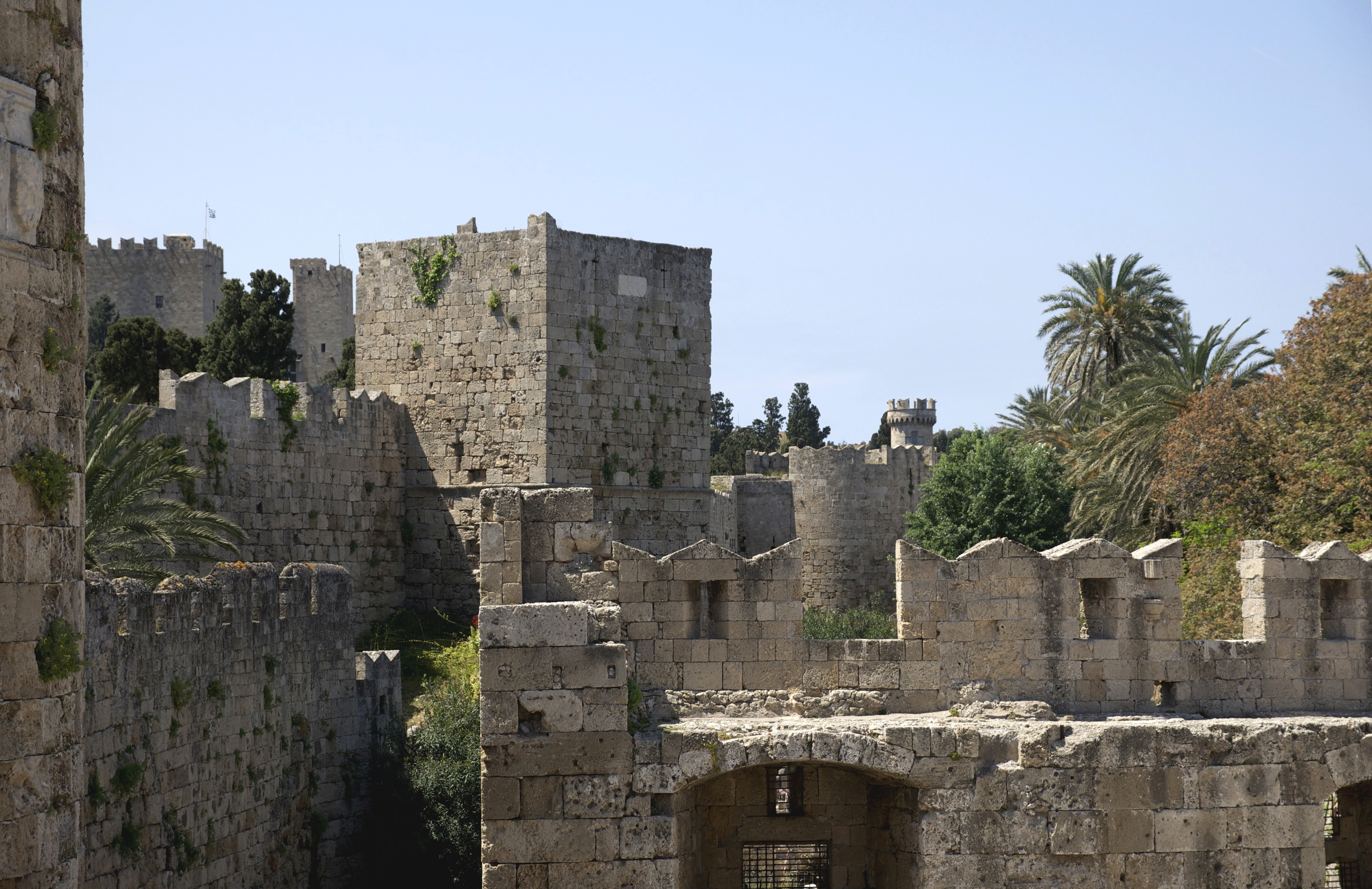
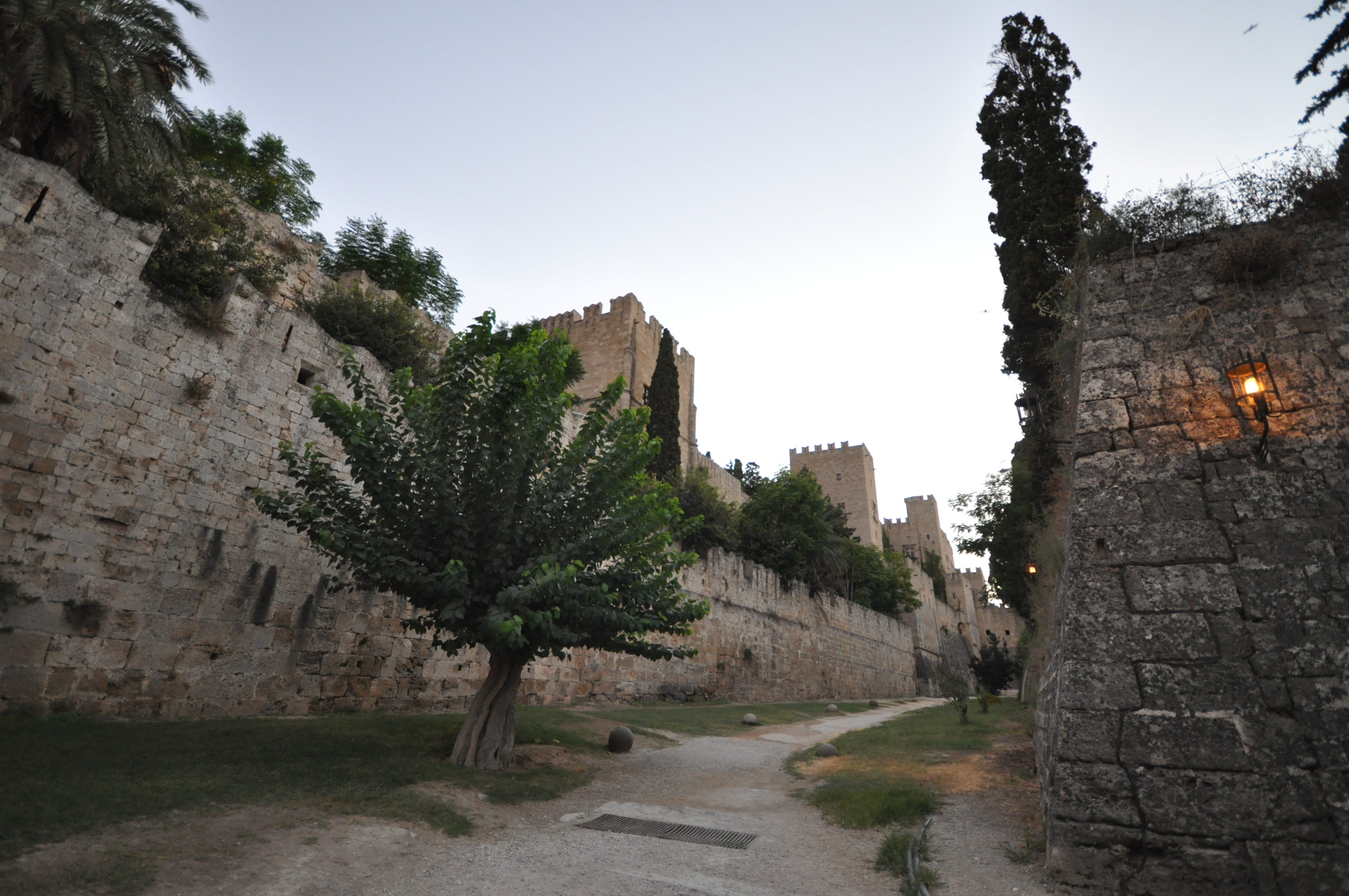
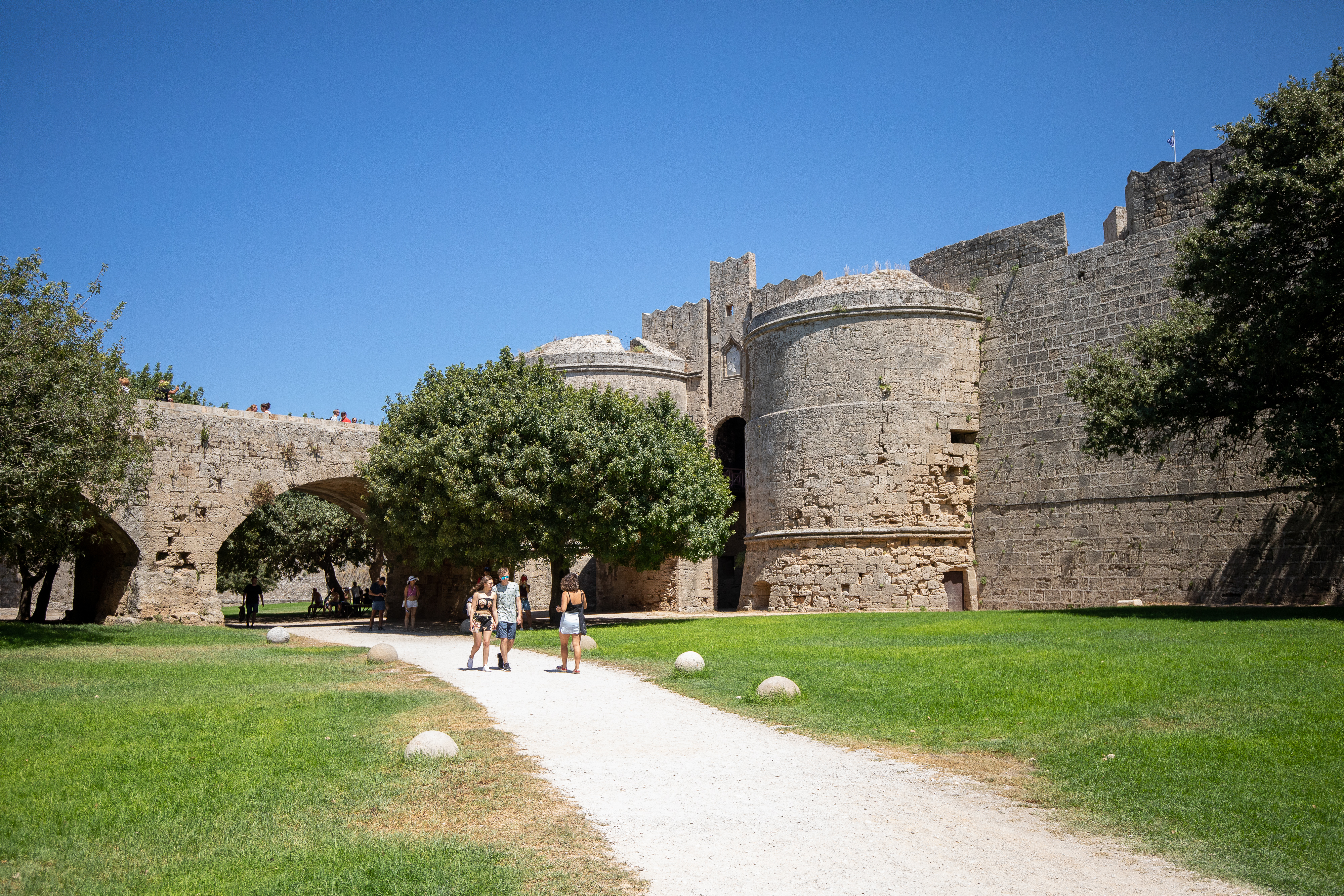

## Source de traduction
- (pt) Cet article est partiellement ou en totalité issu de l’article de Wikipédia en portugais intitulé « Fortificações de Rodes » (voir la liste des auteurs).